# Zapasy na Letnich Igrzyskach Olimpijskich 1972 – kategoria do 68 kg w stylu klasycznym
Zmagania mężczyzn do 68 kg to jedna z dziesięciu męskich konkurencji w zapasach w stylu klasycznym rozgrywanych podczas Letnich Igrzysk Olimpijskich 1972. Pojedynki w tej kategorii wagowej odbyły się w dniach 5 – 10 września.

## Zasady[1]
Punktacja opierała się na systemie „złych punktów karnych”. Zwycięzca otrzymywał zero punktów za wygraną przez „tusz” (łopatki) lub dyskwalifikację; pół punktu za przewagę techniczną, a jeden za zwycięstwo na punkty. Dwa punkty przyznawano za remis, a dwa i pół za remis i pasywność. Za porażkę na punkty zawodnik otrzymywał trzy punkty. Przegrana przez przewagę techniczną skutkowała 3,5 punktami karnymi, a za łopatki lub dyskwalifikację przyznawano 4 punkty karne. Uzyskanie sześciu lub więcej punktów eliminowało zapaśnika z turnieju. Najlepsza trójka walczyła w rundzie finałowej.

## Klasyfikacja[2]
| Pozycja | Nazwisko               | Kraj              |
| ------- | ---------------------- | ----------------- |
| 1       | Szamil Chisamutdinow   | ZSRR              |
| 2       | Stojan Apostołow       | Bułgaria          |
| 3       | Gian-Matteo Ranzi      | Włochy            |
| 4       | Manfred Schöndorfer    | RFN               |
| 5       | Takashi Tanoue         | Japonia           |
| 6       | Antal Steer            | Węgry             |
| 6       | Seyit Hışırlı          | Turcja            |
| 7       | Andrzej Supron         | Polska            |
| 8       | Sreten Damjanović      | Jugosławia        |
| 9       | Tage Weirum            | Dania             |
| 10      | Djan-Aka Djan          | Afganistan        |
| 11      | Muhammad Bahamu        | Maroko            |
| 11      | Klaus-Peter Göpfert    | NRD               |
| 11      | Heinz Rhyn             | Szwajcaria        |
| 14      | Mohammad Dalirijan     | Iran              |
| 15      | Veikko Lavonen         | Finlandia         |
| 15      | Sotirios Nakos         | Grecja            |
| 17      | Josef Brötzner         | Austria           |
| 18      | Ole Sørensen           | Kanada            |
| 18      | Alberto Bremauntz      | Meksyk            |
| 18      | Simion Popescu         | Rumunia           |
| 18      | Bob Buzzard            | Stany Zjednoczone |
| 22      | Dżabir Muhammad Dżabir | Egipt             |

## Wyniki

### Pierwsza runda[3]
| Zwycięzca            | Punkty karne | Wynik                                   | Przegrany              | Punkty karne |
| -------------------- | ------------ | --------------------------------------- | ---------------------- | ------------ |
| Stojan Apostołow     | 1            | Na punkty                               | Veikko Lavonen         | 3            |
| Mohammad Dalirijan   | 1            | Na punkty                               | Sotirios Nakos         | 3            |
| Simion Popescu       | 4            | Obustronna dyskwalifikacja za pasywność | Andrzej Supron         | 4            |
| Szamil Chisamutdinow | 0            | Łopatki                                 | Dżabir Muhammad Dżabir | 4            |
| Seyit Hışırlı        | 0            | Łopatki                                 | Josef Brötzner         | 4            |
| Gian-Matteo Ranzi    | 0            | Łopatki                                 | Bob Buzzard            | 4            |
| Heinz Rhyn           | 0            | Łopatki                                 | Ole Sørensen           | 4            |
| Takashi Tanoue       | 0            | Łopatki                                 | Muhammad Bahamu        | 4            |
| Antal Steer          | 0            | Łopatki                                 | Alberto Bremauntz      | 4            |
| Sreten Damjanović    | 2,5          | Remis                                   | Manfred Schöndorfer    | 2,5          |
| Tage Weirum          | 1            | Na punkty                               | Djan-Aka Djan          | 3            |
| Klaus-Peter Göpfert  | 0            | Bez walki                               |                        |              |

### Druga runda[4]
| Zwycięzca              | Punkty karne | Wynik                                   | Przegrany          | Punkty karne |
| ---------------------- | ------------ | --------------------------------------- | ------------------ | ------------ |
| Klaus-Peter Göpfert    | 4            | Obustronna dyskwalifikacja za pasywność | Veikko Lavonen     | 7            |
| Stojan Apostołow       | 1            | Łopatki                                 | Mohammad Dalirijan | 5            |
| Andrzej Supron         | 4            | Łopatki                                 | Sotirios Nakos     | 7            |
| Szamil Chisamutdinow   | 0            | Łopatki                                 | Simion Popescu     | 8            |
| Seyit Hışırlı          | 0            | Łopatki                                 | Bob Buzzard        | 8            |
| Gian-Matteo Ranzi      | 0,5          | Przewaga                                | Josef Brötzner     | 7,5          |
| Takashi Tanoue         | 0            | Łopatki                                 | Heinz Rhyn         | 4            |
| Muhammad Bahamu        | 4            | Łopatki                                 | Ole Sørensen       | 8            |
| Sreten Damjanović      | 3,5          | Na punkty                               | Antal Steer        | 3            |
| Djan-Aka Djan          | 3            | Łopatki                                 | Alberto Bremauntz  | 8            |
| Manfred Schöndorfer    | 2,5          | Łopatki                                 | Tage Weirum        | 5            |
| Dżabir Muhammad Dżabir |              | Wycofał się                             |                    |              |

### Trzecia runda[5]
| Zwycięzca            | Punkty karne | Wynik     | Przegrany           | Punkty karne |
| -------------------- | ------------ | --------- | ------------------- | ------------ |
| Stojan Apostołow     | 1            | Łopatki   | Klaus-Peter Göpfert | 8            |
| Andrzej Supron       | 4            | Łopatki   | Mohammad Dalirijan  | 9            |
| Szamil Chisamutdinow | 1            | Na punkty | Seyit Hışırlı       | 3            |
| Gian-Matteo Ranzi    | 0,5          | Łopatki   | Heinz Rhyn          | 8            |
| Antal Steer          | 4            | Na punkty | Takashi Tanoue      | 3            |
| Sreten Damjanović    | 3,5          | Łopatki   | Muhammad Bahamu     | 8            |
| Manfred Schöndorfer  | 2,5          | Łopatki   | Djan-Aka Djan       | 7            |
| Tage Weirum          | 5            | Bez walki |                     |              |

### Czwarta runda[6]
| Zwycięzca            | Punkty karne | Wynik     | Przegrany         | Punkty karne |
| -------------------- | ------------ | --------- | ----------------- | ------------ |
| Stojan Apostołow     | 1            | Łopatki   | Tage Weirum       | 9            |
| Szamil Chisamutdinow | 1            | Łopatki   | Andrzej Supron    | 8            |
| Gian-Matteo Ranzi    | 1,5          | Na punkty | Seyit Hışırlı     | 6            |
| Takashi Tanoue       | 3            | Łopatki   | Sreten Damjanović | 7,5          |
| Manfred Schöndorfer  | 4,5          | Remis     | Antal Steer       | 6            |

### Piąta runda[7]
| Zwycięzca            | Punkty karne | Wynik     | Przegrany        | Punkty karne |
| -------------------- | ------------ | --------- | ---------------- | ------------ |
| Szamil Chisamutdinow | 2            | Na punkty | Stojan Apostołow | 4            |
| Gian-Matteo Ranzi    | 2,5          | Na punkty | Takashi Tanoue   | 6            |
| Manfred Schöndorfer  | 4,5          | Bez walki |                  |              |

### Runda finałowa[8]
| Zwycięzca            | Punkty karne | Wynik     | Przegrany           | Punkty karne |
| -------------------- | ------------ | --------- | ------------------- | ------------ |
| Stojan Apostołow     | 5            | Na punkty | Manfred Schöndorfer | 7,5          |
| Szamil Chisamutdinow | 3            | Na punkty | Gian-Matteo Ranzi   | 5,5          |